# Sybase Open 2000
Il Sybase Open Open 2000 è stato un torneo di tennis giocato sul cemento indoor. È stata la 112ª edizione del Pacific Coast Championships, che fa parte della categoria International Series nell'ambito dell'ATP Tour 2000. Si è giocato nell'HP Pavilion di San Jose negli Stati Uniti, dal 7 al 13 febbraio 2000.

## Campioni

### Singolare
Mark Philippoussis ha battuto in finale  Mikael Tillström con il punteggio di 7–5, 4–6, 6–3

### Doppio
Jan-Michael Gambill /  Scott Humphries hanno battuto in finale  Lucas Arnold Ker /  Eric Taino con il punteggio di 6–1, 6–4